# Puig d'Olorda
El Puig d'Olorda és un turó de 439 m a l'oest de la serra de Collserola, que fa de terme entre els municipis de Barcelona, Sant Feliu de Llobregat i Molins de Rei, damunt el poble de Santa Creu d'Olorda. Està coronat per una torre de vigilància d'incendis i una immensa creu, que ha donat el nom de la Creu d'Olorda, amb què sovint es designa aquesta muntanya. Al costat oriental del cim es troben l'ermita de Santa Creu d'Olorda i la Pedrera dels Ocells.

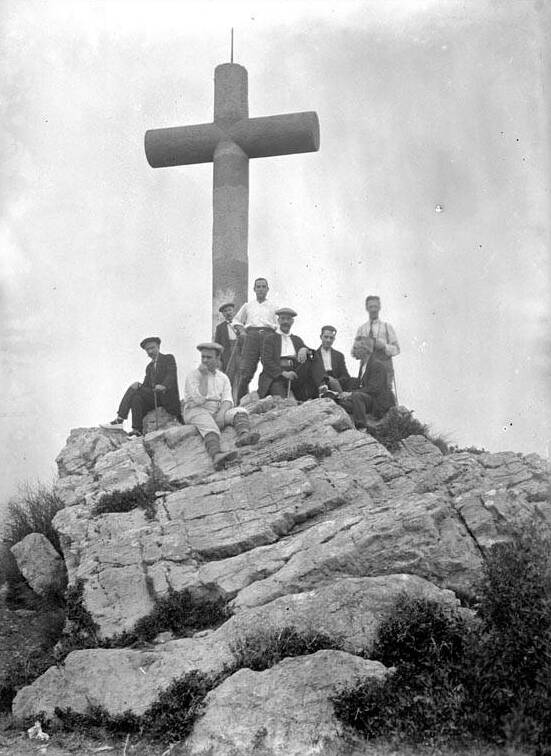
Cim del Puig d'Olorda (entre 1920 i 1930)

Les parts altes del puig (sobretot el costat que mira cap al Baix Llobregat) són formades per roca calcària, a diferència de la resta de Collserola, dominada per roques metamòrfiques i en menor mesura granits. Aquestes calcàries s'han explotat intensament per a fer ciment en una fàbrica de l'empresa Cemex —coneguda com a Sanso— situada al mateix vessant de la muntanya i que es troba al municipi de Sant Feliu de Llobregat. Les pedreres d'Olorda van ser explotades fins a l'any 2006 i la fàbrica de ciment funcionà fins a l'any 2014.
Aquest cim està inclòs al llistat dels 100 cims de la FEEC.